# Kukátkový sloup
Kukátkový sloup je zamýšlená specifická rozhledna, která by měla být vybudovaná na vrcholu Svinec (547 m n. m.) ležícím na severovýchodě České republiky, v Moravskoslezském kraji u okresního města Nový Jičín.

## Historie
Roku 2016 se novojičínští zastupitelé rozhodli vyslyšet žádosti občanů z místní části Kojetín, kteří si od roku 2008 přáli na vrcholu Svince, jenž se řadí k nejoblíbenějším cílům výletů obyvatel Nového Jičína, vybudovat na vrcholu kopce vyhlídkovou plošinu. Navrhli ji architekti Darja Štursová a Ondřej Kafka a jejich výtvor měl podobu obráceného písmene „L“. Postavena měla být ze dřeva a pouze ochranné zábradlí mělo být zhotoveno z kovu. Z vyhlídky by návštěvníci mohli spatřit Beskydy, Hostýnskou pahorkatinu, Moravskou bránu či Oderské vrchy. Proti navržené podobě se ale zvedl odpor jak mezi některými občany, kterým se nepozdávala podoba objektu nebo se obávali zvýšení dopravy v blízkosti vrcholu, tak rovněž mezi ochránci přírody, a proto k realizaci plánu nedošlo.
V roce 2018 obyvatelé blízkého okolí Svince prostřednictvím veřejného fóra navrhovali, aby byla na vrcholu kopce v místech s dobrým rozhledem instalována alespoň panoramatická mapa s popisem míst, které může návštěvník zahlédnout. Jeho podobu opět navrhli architekti Darja Kafková a Ondřej Kafka sdružení v ateliéru MOAD, kteří v místě plánovali instalovat lavičky, odpočívadla a kukátkový sloup, jenž měl nahradit obvyklou panoramatickou mapu.

## Podoba
Navržený objekt má podobu dutého sloupu, v jehož těle jsou vytvořeny průzory nasměrované na konkrétní místo, jež by měl návštěvník spatřit. Dané místo bude navíc na těle sloupu uvedeno svým názvem. Turista, který sloup využije, tak uvidí přímo vybrané místo v terénu. Podle názoru Ondřeje Syrovátky, tehdejšího místostarosty Nového Jičína, je zvolené řešení výjimečné, neboť se dle jeho informací jinde nevyskytuje.